# Wiek względny
Wiek względny – wiek obiektów geologicznych (skał, deformacji tektonicznych) oraz zdarzeń w odniesieniu do innych obiektów geologicznych. Określanie wieku względnego ustala tylko, które elementy i zdarzenia są starsze, a które młodsze, bez podawania wieku w latach.

## Metody określania wieku względnego
litostratygraficzne:
- klasyczna litostratygrafia
- stratygraficznego następstwa zdarzeń
- magnetostratygrafia (bazująca na pierwotnym namagnesowaniu niektórych ziarn mineralnych)
- allostratygrafia (wykorzystująca nieciągłości ośrodków skalnych)
- stratygrafia sekwencyjna (analizująca sekwencje skał osadowych)
- stratygrafia sejsmiczna (wykorzystująca dane z badań sejsmicznych skał)
- pedostratygrafia (analizująca kopalne gleby)
- chemostratygrafia (wykorzystująca zawartości niektórych pierwiastków chemicznych w skałach)

biostratygraficzne:
- paleontologiczna (opierająca się na skamieniałościach przewodnich)
- ekostratygraficzna (wykorzystująca zmiany ekosystemów kopalnych)

archeologiczna (analiza wytworów kultury materialnej człowieka)